# Мишутинский сельский округ
Мишутинский сельский округ — упразднённая административно-территориальная единица, существовавшая на территории Сергиево-Посадского района Московской области в 1994—2006 годах.
Мишутинский сельсовет был образован в первые годы советской власти. По данным 1922 года он входил в состав Озерецкой волости Сергиевского уезда Московской губернии.
В 1923 году Мишутинский с/с был присоединён к Васильковскому с/с.
По данным 1926 года в состав Васильковского сельсовета входили 6 населённых пунктов — Васильково, Крапивино, Мишутино I, Мишутино II, Маньково и Шубино-Иудинское.
В 1929 году Васильковский с/с был отнесён к Сергиевскому (с 1930 — Загорскому) району Московского округа Московской области и переименован в Мишутинский с/с. При этом к нему был присоединён Ивашковский с/с бывшей Ерёминской волости.
17 июля 1939 года к Мишутинскому с/с было присоединено селение Напольское упразднённого Григоровского с/с. Также к нему был присоединён Деулинский с/с (населённые пункты Деулино, Бубяково, Маньково и Сальниково).
9 июля 1952 года из Ерёминского с/с в Мишутинский было передано селение Хомяково. Одновременно селение Бубяково было передано из Мишутинского с/с в Воронцовский с/с.
14 июня 1954 года к Мишутинскому с/с был присоединён Иудинский сельсовет.
1 февраля 1963 года Загорский район был упразднён и Мишутинский с/с вошёл в Мытищинский сельский район. 11 января 1965 года Мишутинский с/с был возвращён в восстановленный Загорский район.
2 декабря 1976 года к Мишутинскому с/с был присоединён Воронцовский с/с, а также посёлок дома отдыха «Загорские Дали» Каменского с/с.
30 мая 1978 года в Мишутинском с/с было упразднено селение Лискино.
16 сентября 1991 года Загорский район был переименован в Сергиево-Посадский.
3 февраля 1994 года Мишутинский с/с был преобразован в Мишутинский сельский округ.
В ходе муниципальной реформы 2005 года Мишутинский сельский округ прекратил своё существование как муниципальная единица. При этом деревня Шубино была передана в городское поселение Богородское; деревня Красная Сторожка и село Парфёново — в городское поселение Пересвет; посёлок Реммаш, село Иудино и деревня Мехово — в сельское поселение Реммаш; остальные населённые пункты — в городское поселение Сергиев Посад.
29 ноября 2006 года Мишутинский сельский округ исключён из учётных данных административно-территориальных и территориальных единиц Московской области.